# الوجهة النهائية 1
الوجهة النهائية 1 (بالإنجليزية: Final Destination 1)‏، فيلم رعب خارق للطبيعة من كتابة وإخراج جيمس وانغ وشارك في كتابته «غلين مورغان» و«جيفري ريديك». يصور الفيلم شاباً مراهقاً قام بخداع الموت بعد أن شعر بتحذير مسبق له ولآخرين معه بأنهم سوف يموتون بانفجار الطائرة التي كانوا على متنها قبل إقلاعها، ويستخدم هذا التحذير لإنقاذ نفسه وعدد من الركاب الآخرين، لكن الموت يبقى يطاردهم بعد انفجار الطائرة لأن حياتهم ينبغي أن تنتهي حيث يلاحقهم الموت بنفس التسلسل الذي ينبغي أن يموتوا به إن بقوا على متن تلك الطائرة ويكمل قصة الفيلم في الاجزاء المقبله.

## وصلات خارجية
- الوجهة النهائية 1 على موقع IMDb (الإنجليزية)
- الوجهة النهائية 1 على موقع ميتاكريتيك (الإنجليزية)
- الوجهة النهائية 1 على موقع روتن توميتوز (الإنجليزية)
- الوجهة النهائية 1 على موقع نتفليكس (الإنجليزية)
- الوجهة النهائية 1 على موقع ألو سيني (الفرنسية)
- الوجهة النهائية 1 على موقع Turner Classic Movies (الإنجليزية)
- الوجهة النهائية 1 على موقع أول موفي (الإنجليزية)
- الوجهة النهائية 1 على موقع بوكس أوفيس موجو (الإنجليزية)
- الوجهة النهائية 1 على موقع فيلمافينيتي (الإسبانية)
- الوجهة النهائية 1 على موقع قاعدة بيانات الأفلام السويدية (السويدية)